# Гаррісон (Мен)
Гаррісон (англ. Harrison) — місто (англ. town) в США, в окрузі Камберленд штату Мен. Населення — 2447 осіб (2020).

## Демографія
Згідно з переписом 2010 року, у місті мешкало 2730 осіб у 1113 домогосподарствах у складі 779 родин. Було 1761 помешкання
Расовий склад населення:
| - 97,4 % — білих - 0,7 % — корінних американців - 0,3 % — чорних або афроамериканців - 0,2 % — азіатів |

До двох чи більше рас належало 1,1 %. Частка іспаномовних становила 0,9 % від усіх жителів.
За віковим діапазоном населення розподілялося таким чином: 21,3 % — особи молодші 18 років, 63,2 % — особи у віці 18—64 років, 15,5 % — особи у віці 65 років та старші. Медіана віку мешканця становила 45,3 року. На 100 осіб жіночої статі у місті припадало 105,3 чоловіків;  на 100 жінок у віці від 18 років та старших — 104,5 чоловіків також старших 18 років.
Середній дохід на одне домашнє господарство  становив 59 102 долари США (медіана — 44 464), а середній дохід на одну сім'ю — 62 058 доларів (медіана — 58 906). Медіана доходів становила 52 500 доларів для чоловіків та 41 208 доларів для жінок. За межею бідності перебувало 18,1 % осіб, у тому числі 32,1 % дітей у віці до 18 років та 12,4 % осіб у віці 65 років та старших.
Цивільне працевлаштоване населення становило 1262 особи. Основні галузі зайнятості: освіта, охорона здоров'я та соціальна допомога — 22,3 %, роздрібна торгівля — 15,2 %, науковці, спеціалісти, менеджери — 14,3 %.